# راؤول لوبيز
راؤول لوبيز (بالإسبانية: Raül López)‏ مواليد 15 أبريل 1980 في فيتش، برشلونة، هو لاعب كرة سلة إسباني بدأ مسيرته الاحترافية في سنة 1998 يلعب مع فريق بلباو باسكت ويحمل الرقم 31. يبلغ طوله 6 قدم 0 بوصة (1.8 م). مثّل منتخب بلاده. شارك في مسابقة كرة السلة في الألعاب الأولمبية الصيفية.

## فرق لعب لها
- جوفينتوت بادالونا
- ريال مدريد بالونكيستو
- يوتاه جاز
- ريال مدريد
- خيمكي
- بلباو باسكت

## الميداليات
| الميدالية | المسابقة                                            |
| --------- | --------------------------------------------------- |
| فضية      | منافسات كرة السلة في الألعاب الأولمبية الصيفية 2008 |
| برونزية   | بطولة أمم أوروبا لكرة السلة 2001                    |
| ذهبية     | بطولة أمم أوروبا لكرة السلة 2009                    |

## روابط خارجية
- راؤول لوبيز على موقع الاتحاد الدولي لكرة السلة (الإنجليزية)
- راؤول لوبيز على موقع الدوري الأوروبي لكرة السلة (الإنجليزية)
- راؤول لوبيز على موقع إن بي أي (الإنجليزية)
- راؤول لوبيز على موقع سبورتس رفرنس (الإنجليزية)
- راؤول لوبيز على موقع الدوري الإسباني لكرة السلة (الإسبانية)
- راؤول لوبيز على موقع كرة السلة الأوروبية.كوم (الإنجليزية)
- راؤول لوبيز على موقع ريلجم (الإنجليزية)
- راؤول لوبيز على موقع بروبوليرز (الإنجليزية)
- راؤول لوبيز على موقع سبورتس رفرنس (الإنجليزية)
- راؤول لوبيز على موقع أوليمبيديا (الإنجليزية)